# Alginat

Kemisk struktur av alginat

Alginat är en polysackarid som förekommer i cellväggarna hos brunalger. Alginaten är uppbyggd av D-mannuronsyra och L-guluronsyra. 
Det har en speciell konsistens och av alginatmassa är det möjligt att göra mycket exakta avgjutningar. 

## Användning
Alginat används av bland andra tandläkare och specialeffektsmakare inom film. 
Dess kaliumsalt kan spinnas till konstfibrer, som genom behandling med krom- eller berylliumacetat får egenskaper liknande dem hos vanligt konstsilke.
Alginat används också i matlagning, för att tillverka gelékulor.